# Blumenhagen (Jatznick)
Blumenhagen ist ein Ortsteil der Gemeinde Jatznick im Landkreis Vorpommern-Greifswald im Osten Mecklenburg-Vorpommerns (Deutschland).

## Geografie
Blumenhagen liegt am Südhang einer Endmoräne zwischen den Städten Strasburg (Uckermark) und Pasewalk, direkt an der Landesgrenze zu Brandenburg. 1,5 Kilometer nordwestlich von Blumenhagen befindet sich das 0,1 Hektar große Gewässer Zöllnerbruch.

## Geschichte
Das alte Gutsdorf Blumenhagen wurde im Landbuch Karls IV. von 1375 das erste Mal urkundlich erwähnt.
Am 25. Juli 1952 wurde Blumenhagen zusammen mit anderen Gemeinden aus dem brandenburgischen, bis 1945 preußischen Landkreis Prenzlau herausgelöst und dem Kreis Pasewalk im Bezirk Neubrandenburg zugeordnet.
Am 1. Januar 2012 wurden die vormals eigenständigen Gemeinden Blumenhagen und Klein Luckow nach Jatznick eingemeindet.

## Verkehrsanbindung
Zwei Kilometer südlich von Blumenhagen verläuft die Ostseeautobahn (A 20); die nächste Anschlussstelle ist Pasewalk-Ost. Durch den Ort führt außerdem die Bahnstrecke Bützow–Szczecin.

## Persönlichkeiten
- Carl Ludwig Fernow (1763–1808), Kunsttheoretiker und Bibliothekar